# Kanton Gonfreville-l'Orcher
Kanton Gonfreville-l'Orcher (fr. Canton de Gonfreville-l'Orcher) je francouzský kanton v departementu Seine-Maritime v regionu Horní Normandie. Skládá se ze tří obcí.

## Obce kantonu
- Gainneville
- Gonfreville-l'Orcher
- Harfleur